# Il museo dell'innocenza
Il museo dell'innocenza è un romanzo dello scrittore turco premio Nobel Orhan Pamuk.

## Trama
Il romanzo racconta la storia d'amore di un ricco giovane, Kemal, che sacrifica tutta la sua vita, dal matrimonio con la precedente ragazza fino alla carriera imprenditoriale, dagli amici alla propria reputazione pubblica, per amore della splendida Fusun.
Tutta l'opera ha come sfondo Istanbul, città natale dell'autore, con i mutamenti culturali e politici che caratterizzano la Turchia degli anni settanta e ottanta.